# Josh Dubovie
Josh James Dubovie (Laindon, 27 novembre 1990) è un cantante britannico.

## Carriera
Nel marzo 2010 ha vinto il concorso musicale Eurovision - Your Country Needs You, che gli ha permesso di partecipare all'Eurovision Song Contest 2010 nel mese di maggio con il brano That Sound Good to Me.
Nel febbraio 2011 ha pubblicato l'album Carpe Diem.

## Discografia
Album
- 2011 - Carpe Diem

Singoli
- 2010 - That Sounds Good to Me
- 2013 - Game Over